# Ein deutsches Requiem

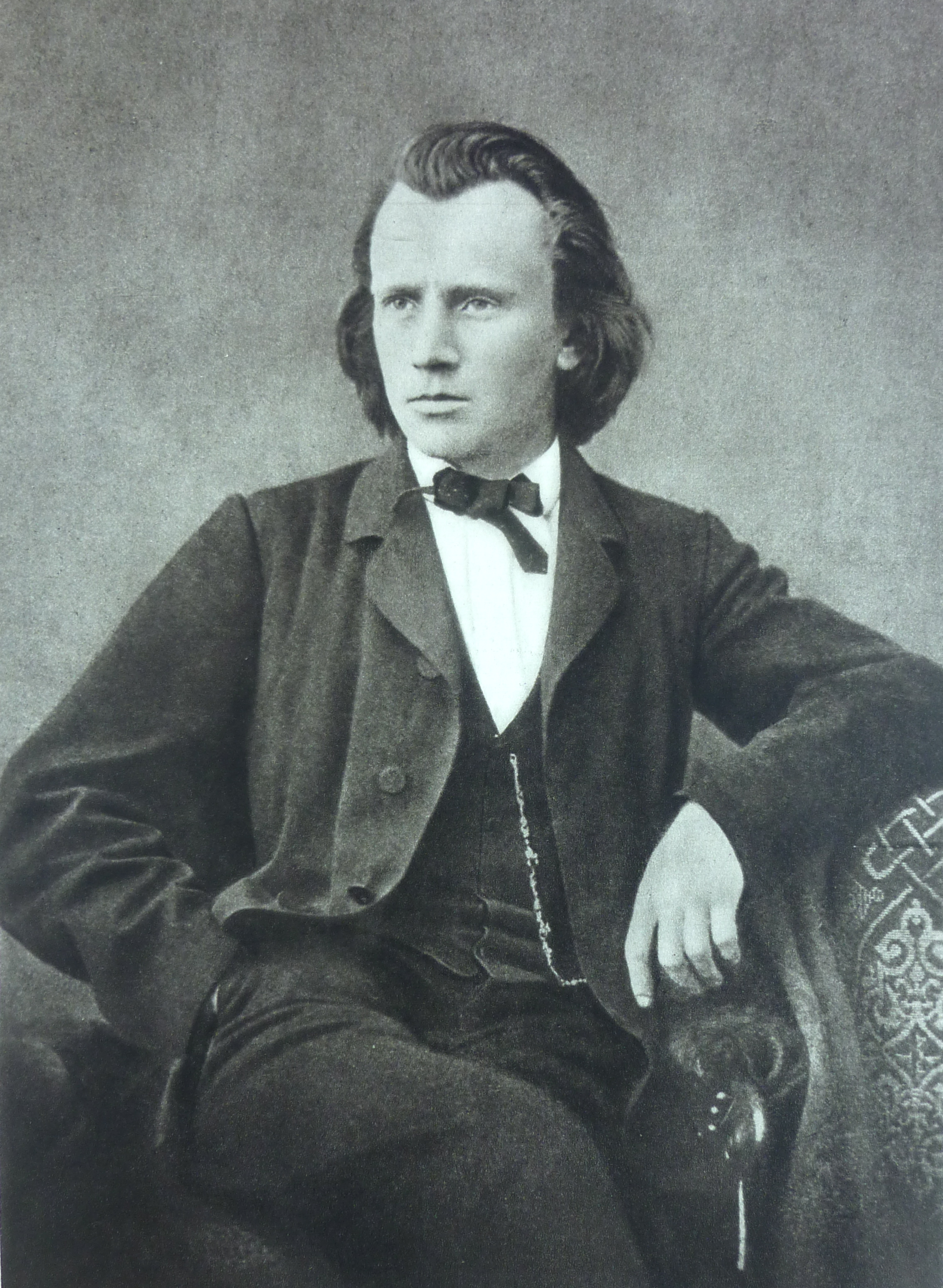
Johannes Brahms (ca. 1866)

Ein deutsches Requiem, nach Worten der heiligen Schrift (română: Recviem german, după cuvintele Sfintei Scripturi), este o compoziție de Johannes Brahms pentru cor, orchestră, soliști (soprană și bariton) și orgă ad libitum. Este o compoziție monumentală în șapte părți, care dureză între 65 și 80 de minute, cea mai lungă lucrare a lui Brahms, compusă între 1865 și 1868. Operă sacră dar nu liturgică, Recviem german, așa cum arată titlul, utilizează texte în limba germană, îndepărtându-se astfel de lunga tradiție din Missa pro defunctis în latină.

## Istoric
Ideea de a compune Ein deutsches Requiem ar putea fi fost decesul mamei lui Brahms în februarie 1865, pierdere care i-a cauzat acestuia multă durere. S-ar fi adăugat persistența sentimentelor de tristețe în urma decesului prietenului său Robert Schumann în iulie 1856. Planul inițial prevedea o lucrare în șase părți, părțile I–IV și VI–VII din versiunea finală. La sfârșitul lunii aprilie 1865 Brahms terminase părțile I, II și IV. Partea a II-a utiliza material muzical scris în 1854, anul prăbușirii mintale și încercării de sinucidere a lui Schumann, când Brahms se mutase la Düsseldorf pentru a-i fi de ajutor Clarei Schumann și copiilor ei. Brahms a completat lucrarea, fără partea a V-a, până la sfârșitul lunii august 1866. Primele trei părți au fost dirijate de Johann Herbeck la Viena în 1 decembrie 1867; execuția a fost marcată de o neînțelegere privitoare la partea timpanelor, executată forte sau fortissimo, care acoperea restul orchestrei în secțiunea fugată de la sfârșitul părții a treia. Premiera celor șase părți a avut loc în Catedrala din Bremen de Vinerea Mare din 10 aprilie 1868, dirijată de Brahms; ea a fost un mare succes și a marcat un punct crucial în cariera compozitorului.
În mai 1868 Brahms a compus ceea ce urma să devină partea a V-a din versiunea finală, executată în Zürich la 12 septembrie 1868. Versiunea finală în șapte părți a avut premiera în 18 februarie 1869 la Leipzig, cu Orchestra Gewandhaus⁠(en)[traduceți] dirijată de Carl Reinecke.

## Text
Brahms și-a scris singur libretul. În contrast cu Missa pro defunctis romano-catolică, ce utilizează un text standard în latină, textul lui Brahms este preluat din Biblia lui Luther⁠(en)[traduceți] germană. Adjectivul „german” se referă în primul rând la limbă, nu la publicul căruia i se adresează lucrarea; Brahms i-a spus directorului muzical al Catedralei din Bremen că ar fi putut adopta titlul Ein menschliches Requiem (Recviem uman).
Recviemul tradițional din liturghia romano-catolică începe cu o rugăciune pentru morți (latină: Requiem aeternam dona eis, Domine – română: Odihnă veșnică dă-le, Doamne), pe când recviemul lui Brahms se îndreaptă către cei vii (germană: Selig sind, die da Leid tragen; denn sie sollen getröstet werden – română: Fericiți cei ce plâng, că aceia se vor mângâia). Această temă – trecerea de la teamă la mângâiere – revine în întregul text, cu excepția părților IV și VII. Dacă Dumnezeu este sursa mângâierii, simpatia omenească pătrunde întreaga lucrare. Brahms a omis intenționat o referință la dogma religioasă.
Textele biblice sunt preluate atât din Noul Testament (Evanghelia după Matei, Evanghelia după Ioan, Întâia epistolă a lui Pavel către corinteni, Epistola către evrei, Epistola sobornicească a lui Iacov, Întâia epistolă a lui Petru, Apocalipsa lui Ioan), cât și din Vechiul Testament (Psalmi, Isaia, Înțelepciunea lui Solomon, Înțelepciunea lui Isus, fiul lui Sirah).

## Instrumentație
Lucrarea este compusă pentru soliști (soprană și bariton), cor mixt și orchestră formată din:
- Suflători de lemn: piculină, 2 flaute, 2 oboaie, 2 clarinete, 2 fagoturi, contrafagot⁠(en)[traduceți] (ad libitum)
- Suflători de alamă: 4 corni francezi, 2 trompete, 3 tromboane, tubă
- Percuție: timpane
- Secțiunea de coarde și harpă
- Orgă (ad libitum)

## Structură
| Parte | Text                                                                                            | Biblie             | Tempo                             | Solo    | Interpretare |
| ----- | ----------------------------------------------------------------------------------------------- | ------------------ | --------------------------------- | ------- | ------------ |
| I     | Selig sind, die da Leid tragen Fericiți cei ce plâng                                            | Matthäus 5,4       | Ziemlich langsam und mit Ausdruck |         |              |
| I     | Die mit Tränen säen, werden mit Freuden ernten Cei ce seamănă cu lacrimi, cu bucurie vor secera | Psalm 126,5-6      |                                   |         |              |
| I     | Selig sind, die da Leid tragen                                                                  |                    |                                   |         |              |
| II    | Denn alles Fleisch, es ist wie Gras Pentru că tot trupul este ca iarba                          | 1.Petrus 1         | Langsam, marschmäßig              |         |              |
| II    | So seid nun geduldig Fiți îndelung-răbdători                                                    | Jakobus 5,7        | Etwas bewegter                    |         |              |
| II    | Denn alles Fleisch, es ist wie Gras                                                             |                    | Tempo I                           |         |              |
| II    | Aber des Herrn Wort bleibet in Ewigkeit Iar cuvântul Domnului rămâne în veac                    | 1.Petrus 1         | Un poco sostenuto                 |         |              |
| II    | Die Erlöseten des Herrn werden wiederkommen Cei răscumpărați de Domnul se vor întoarce          | Jesaja 35,10       | Allegro non troppo                |         |              |
| II    | Ewige Freude Veselia cea veșnică                                                                | Jesaja 35,10       | Tranquillo                        |         |              |
| III   | Herr, lehre doch mich Doamne, fă-mă să-mi cunosc sfârșitul                                      | Psalm 39,5-6       | Andante moderato                  | Bariton |              |
| III   | Ach, wie gar nichts Ființa mea ca o nimica înaintea Ta                                          | Psalm 39,6-8       |                                   | Bariton |              |
| III   | Ich hoffe auf dich Cine este răbdarea mea? Oare, nu Domnul?                                     | Psalm 39,8         |                                   |         |              |
| III   | Der Gerechten Seelen sind in Gottes Hand Sufletele drepților sunt în mâna lui Dumnezeu          | Weisheit 3,1       |                                   |         |              |
| IV    | Wie lieblich sind deine Wohnungen Cât sunt de iubite locașurile Tale                            | Psalm 84,2-3.5     | Mäßig bewegt                      |         |              |
| V     | Ihr habt nun Traurigkeit Voi sunteți triști acum                                                | Johannes 16,22     | Langsam                           | Soprană |              |
| V     | Ich will euch trösten Vă voi mângâia pe voi                                                     | Jesaja 66,13       |                                   |         |              |
| V     | Sehet mich an Vedeți cu ochii voștri                                                            | Jesus Sirach 51,27 |                                   | Soprană |              |
| V     | Ich will euch trösten                                                                           |                    |                                   |         |              |
| V     | Ihr habt nun Traurigkeit                                                                        |                    |                                   | Soprană |              |
| V     | Ich will euch trösten                                                                           |                    |                                   |         |              |
| VI    | Denn wir haben hie keine bleibende Statt Căci nu avem aici cetate stătătoare                    | Hebräer 13,14      | Andante                           |         |              |
| VI    | Siehe, ich sage euch ein Geheimnis Iată, taină vă spun vouă                                     | 1.Korinther 15     |                                   | Bariton |              |
| VI    | Denn es wird die Posaune schallen Căci trâmbița va suna                                         | 1.Korinther 15     | Vivace                            |         |              |
| VI    | Dann wird erfüllet werden Atunci va fi cuvântul care este scris                                 | 1.Korinther 15     |                                   | Bariton |              |
| VI    | Der Tod ist verschlungen in den Sieg Moartea a fost înghițită de biruință                       | 1.Korinther 15     |                                   |         |              |
| VI    | Herr, du bist würdig Vrednic ești Tu, Doamne                                                    | Offenbarung 4,11   | Allegro                           |         |              |
| VII   | Selig sind die Toten Fericiți sunt morții                                                       | Offenbarung 14,13  | Feierlich                         |         |              |
| VII   | Ja, der Geist spricht, daß sie ruhen Da, grăiește Duhul, odihnească-se                          | Offenbarung 14,13  |                                   |         |              |
| VII   | Selig sind die Toten                                                                            |                    |                                   |         |              |